# Resolución 1350 del Consejo de Seguridad de las Naciones Unidas
La resolución 1350 del Consejo de Seguridad de las Naciones Unidas, aprobada por unanimidad el 27 de abril de 2001, después de reafirmar las resoluciones 808 (1993), 827 (1993), 1166 (1998) y 1329 (2000), y  examinar las candidaturas para los cargos de magistrados del Tribunal Penal Internacional para la ex Yugoslavia recibidas por el Secretario General Kofi Annan, el Consejo estableció una lista de candidatos en concordancia al artículo 13 del Estatuto del Tribunal Internacional para consideración de la Asamblea General.
La lista de los 64 candidatos propuesta por Kofi Annan fue la siguiente:
| - Aydin Sefa Akay (Turquía) - Carmen María Argibay (Argentina) - Lucy Asuagbor (Camerún) - Jeremy Badgery-Parker (Australia) - Chifumu Kingdom Banda (Zambia) - Roberto Bellelli (Italia) - Pierre G. Boutet (Canadá) - Hans Henrik Brydensholt (Dinamarca) - Guibril Camara (Senegal) - Joaquín Martín Canivell (España) - Romeo T. Capulong (Filipinas) - Oscar Ceville (Panamá) - Isaac Chibulu Tantameni Chali (Zambia) - Arthur Chaskalson (Sudáfrica) - Maureen Harding Clark (Irlanda) - Fatoumata Diarra (Malí) - Cenk Alp Durak (Turquía) - Moïse Ebongue (Camerún) - Mathew Epuli (Camerún) - Albin Eser (Alemania) - Mohamed Al Habib Fassi Fihri (Marruecos) - John Foster Gallop (Australia) - Joseph Nassif Ghamroun (Líbano) - Michael Grotz (Alemania) - Abdullah Mahamane Haidara (Malí) - Claude Hanoteau (Francia) - Hassan Bubacarr Jallow (Gambia) - Ivana Janu (República Checa) - Aykut Kiliç (Turquía) - Flavia Lattanzi (Italia) - Per-Johan Lindholm (Finlandia) - Agustín P. Lobejón (España) | - Diadié Issa Maiga (Malí) - Irene Chirwa Mambilima (Zambia) - Dick F. Marty (Suiza) - Jane Hamilton Mathews (Australia) - Suzanne Mengue Zomo (Camerún) - Ghulam Mujaddid Mirza (Pakistán) - Ahmad Aref Moallem (Líbano) - Mphanza Patrick Mvunga (Zambia) - Rafael Nieto-Navia (Colombia) - Léopold Ntahompagaze (Burundi) - André Ntahomvukiye (Burundi) - César Pereira Burgos (Panamá) - Mauro Politi (Italia - Vonimbolana Rasoazanany (Madagascar) - Ralph Riachy (Líbano) - Ingo Risch (Alemania) - Robert Roth (Suiza) - Zacharie Rwamaza (Burundi) - Sourahata Babouccar Semega-Janneh (Gambia) - Tom Farquhar Shepherdson (Australia) - Amarjeet Singh (Singapur) - Ayla Songor (Turquía) - Albertus Henricus Joannes Swart (Países Bajos) - Gyorgy Szénási (Hungría) - Ahmad Takkieddine (Líbano) - Chikako Taya (Japón) - Krister Thelin (Suecia) - Stefan Trechsel (Suiza) - Christine Van Den Wyngaert (Bélgica) - Volodymyr Vassylenko (Ucrania) - Lal Chand Vohrah (Malasia) - Sharon A. Williams (Canadá) |

27 de los magistrados después fueron escogidos en una sesión de la Asamblea General en junio de 2001 para servir por un período desde el 12 de junio de 2001 hasta el 11 de junio de 2005.